# Глантан-Іст
Глантан-Іст (Глентейн-Іст; англ. Glantane East, ірл. an Gleanntán Thoir) — комплекс мегалітичних споруд, розташований за 6,4 км від м. Мілстріт у графстві Корк (Ірландія) в долині річки Кіл на північно-західних верхніх схилах гори Машерабег у мікрорайоні (тавнленді) Глентен.

## Основні пам'ятки комплексу
- Клиноподібна галерейна гробниця (дольмен): відома під місцевим прізвиськом «Прапори», має висоту 90 см. Довжина каменя-даху — 2,4 м, він лежить на двох бічних і одному задньому опорному камені. Збереглася частина стародавньої подвійної огорожі з каменів; невеликий камінь висотою 40 см стоїть між двох бічних каменів.[1]
- Кам'яне коло (кромлех): розташоване поруч із клиноподібним дольменом. Діаметр кромлеха становить майже 5 м. П'ять каменів стоять, шість повалені, причому частина впала в навколишній рів, частково викладений камінням. Посеред кам'яного кола є великий отвір, де, як передбачається, містився або валун, або поховання під валуном.[1] Висота каменів, що утворюють кромлех, становить від 0,5 до 1 м. Кромлех оточений ровом шириною 2,5 метра з низьким насипом. Два високих стовпоподібних камені розташовані уздовж зовнішнього боку рову, за 8 м на південний схід від кола. 1994 року камені підняли, проте пізніше один з них знову впав.[2]

Комплекс також включає ще одне кам'яне коло і дві кам'яних композиції (stone alignments).

## Примітка
1. 1 2 3  Weir, A. Early Ireland. A Field Guide. — Belfast : Blackstaff Press[en], 1980. — С. 115.
2. ↑  Glantane East Stone Circle. The Megalithic Portal. Архів оригіналу за 9 квітня 2012. Процитовано 12 червня 2008.